# Mimmelitt, das Stadtkaninchen
Mimmelitt, das Stadtkaninchen ist der Titel eines Hörspiels für Kinder ab vier Jahren von Reinhard Lakomy und Monika Ehrhardt, das 1984 beim Label Amiga des VEB Deutsche Schallplatten erschienen ist. Ähnlich wie andere Hörspiele aus der Reihe, wie etwa der Traumzauberbaum, umspannt die Handlung eine Reihe von Geschichtenliedern, die selbst kleine Geschichten sind.

## Mitwirkende
- Reinhard Lakomy – Gesang, Komposition, Arrangements, Musikalische Leitung
- Angelika Mann – Gesang
- Carmen-Maja Antoni – Sprecherin (Mimmelitt)
- Horst Hiemer – Sprecher (Kater Leopold)
- Klaus Piontek – Sprecher (Ritter Adalbert)
- Monika Ehrhardt – Texte
- Siegbert Schneider – Musik- und Tonregie
- Christel und Uli Wiemer – Wortregie

## Handlung
Das Kaninchen Mimmelitt erfährt, dass sich in der Stadt ein „quietschendes Geheimnis“ aufhalten soll, ein Eisengeist. Also startet es seine Kasuki, die „Kaninchensuperkiste“, und macht sich auf die Spur. Neugier und trotziger Mut helfen Mimmelitt, dem Geheimnis auf die Spur zu kommen, mitten in der tiefen Nacht. Er findet heraus, dass es sich bei dem Geheimnis um einen quietschenden alten Wetterhahn handelt, der kein Dach mehr hat, auf dem er stehen kann. Mimmelitt verhilft dem Wetterhahn zu einem neuen Anstrich und ein wenig Öl, um das Quietschen abzustellen. Am Ende gelingt es ihm sogar, dem Wetterhahn ein neues Zuhause auf dem Dach einer Schule zu verschaffen.

## Titelliste
1. Die Sonne kommt[1]
2. Morgenmuffelfrühsport
3. Talerlied
4. Die Maus Alexander
5. So mancher Baum
6. Trauerduett
7. Die Neugier
8. Lob der Neugier
9. Die dicke Tante Litfass
10. Das Funkelfest
11. Der Bangemann
12. Klagelied des Ritter Adalbert
13. Der Schaufelmax
14. Lokführerlied
15. Wie viele Tiere braucht die Welt
16. Liebeslied
17. Wer den Regenbogen sieht
18. Der Regen & die Sonne
19. Die Lichterfee
20. Kosmonautensehnsucht
21. Rhythmus
22. Der Zuckertütentraum
23. Der Wetterhahn